# Samsung Health
A Samsung Health (eredetileg S Health) a Samsung által kifejlesztett ingyenes alkalmazás, amely a mindennapi élet különböző szempontjait – például a testmozgást, az étrendet és az alvást – nyomon követi. A 2012. július 2-án elindított új Samsung okostelefon, a Galaxy S3 segítségével az alkalmazást alapértelmezés szerint csak a márka egyes okostelefonjaira telepítették. Letölthető a Samsung Galaxy Store-ból is.

## Történet
2015. szeptember közepe óta az alkalmazás minden Android-felhasználó számára elérhető. 2017. október 2-tól az alkalmazás elérhető az iPhone készülékek számára iOS 9.0 verziótól.
Az alkalmazás alapértelmezés szerint telepítve van néhány Samsung okostelefon-modellre, és root nélkül nem távolítható el. Lehetőség van az alkalmazás letiltására.
Az alkalmazás megváltoztatta nevét S Healthről Samsung Healthre 2017. április 4-én, amikor kiadta az 5.7.1 verziót.
A legújabb verzió 2020. augusztus 5-től a 6.11.0.061.

## Felhasználói információ
Az alkalmazás használatához szükséges információk:
- Név és vezetéknév vagy becenév
- nem
- Születési dátum
- Magasság
- Súly
- A tevékenység szintje

## Irányítópult
A műszerfal az alkalmazás fő kijelzője. Ez a fő újdonság, amelyet bevezettek az alkalmazás átalakításának során, a 2016. április 4.1.0-s verziójában. A táblázat az egyik oldalon mutatja a legutóbb mentett adatok általános áttekintését. Ezen felül közvetlen hozzáférést biztosít minden szolgáltatáshoz. Összetétele és elrendezése testreszabható.

## Jellemzők
Megjegyzés: Egyes funkciókat telefon érzékelőkkel vagy telefontartozékokkal (Fitbit, Galaxy Active, Galaxy Fit stb.) történő teszteléssel lehet nyomon követni, és néhány funkciót a felhasználói beírás követ (étel/kalória, súly, vízmennyiség stb.).

### Főbb jellemzői
- Célok kitűzése vagy az alkalmazás által javasolt célok használata az eredmények javítása érdekében
- Lépésszámláló
- A főbb szolgáltatások heti összefoglalói
- Tevékenységkövetés, figyelembe véve a piaci és sporteseményeket
- Étrend- ellenőrzés ( kalóriák és tápanyagok)
- Súlykövetés
- Alvásfigyelés

### Egyéb funkciók
- A lépések számának értékelése a különböző csoportokban (összes felhasználó, korcsoport vagy barát)
- Globális kihívások
- Kihívások felállítása a lépések számával kapcsolatban
- A pulzus mérése dedikált hardver segítségével
- A vízfogyasztás ellenőrzése
- A koffeinfogyasztás ellenőrzése
- A vércukorszint ellenőrzése
- A vér oxigéntelítettségének (SO2 ) mérése pulzus-oximetriával, külön hardver segítségével
- Stressz ellenőrzése / mérése

### Pulzusmérés
A pulzusmérő funkció elérhetősége egybeesik a beépített érzékelővel rendelkező Samsung Galaxy S5 kiadásával. Ez a funkció korlátozva van, hogy pontosan és nyugalomban végezzék a mérést.
Az alkalmazás más gyártók szívérzékelőit is támogatja. Képes létrehozni egy grafikont a sportesemény során elért különböző frekvenciák idő függvényében, valamint egyéb információkat, például az elért átlagos és a maximális pulzusszámot.
A Samsung Galaxy S5 / S5 Neo / S6 / S7 / S8 / S9 / S10 és Edge verziók, valamint Galaxy Note 4 / az 5. / 7- / FE / 8, az alkalmazás méri a szívritmust az érzékelő az eszköz hátoldalán található szenzor segítségével. A pulzusszám-mérési funkciót a Samsung Note 10 és a Galaxy S10e készülék nem támogatja.

### Lépésszámláló
A lépésszámlálás egy olyan szolgáltatás, amelyet a Samsung Health integrált a 2013 áprilisában megjelenő Samsung Galaxy S4 megjelenésével.
Az alapértelmezett cél a napi 10 000 lépés elérése. Ez a szám az Egészségügyi Világszervezet ajánlása lenne a Kardiológiai Francia Szövetség szerint.
Az alkalmazás kiszámítja az egyéb adatokat is, például a megtett távolságot, az elégetett kalóriák számát és a jó ütemben megtett lépések számát. Az alkalmazás adatai szerint jó ritmus érhető el, ha legalább 100 lépés/perc sebességet tartanak fenn tíz percig.
Vizuális szinten az adatokat különböző grafikákkal használhatjuk:
- 24 órás napon, hisztogrammal, amely megmutatja az aktivitást (lépések számát) 24 perces lépésekben (60 darab 24 perces szeletek egy nap alatt)
- Napi, heti és havi trendek, amelyek megmutatják a megtett napi lépések átlagos számát.

Kiválaszthatja a rögzített adatok forrását. Vagy az okostelefon adatait, vagy a kompatibilis Samsung tartozék által rögzített adatokat használjuk.

### Legyen aktívabb
Ez a funkció méri a napi aktivitást percben kifejezve. Alapértelmezés szerint az alkalmazás automatikusan kiszámítja a futási időt (percenként több mint száz lépés). Az elérendő célt alapértelmezés szerint napi hatvan percre állítja be.
Manuálisan rögzíthet egy tevékenységet (futás, séta, túrázás, kerékpározás). Azokat a paramétereket, mint a távolság, az időtartam, az útvonal elrendezése, a magassági profil, a pulzusszám, az elégetett kalóriák, a választott tevékenységnek megfelelően rögzítik.

### Globális kihívások
A globális kihívásokat 2017. május végén adták hozzá az 5.9.0.029 verzióhoz. A globális kihívások az elmúlt egy hónapban zajlanak, és a cél az, hogy 100 000 lépést tegyünk meg. A cél elérése után az alkalmazás kitűzőt kap neked. Minden kihívás olyan állatot tartalmaz, amely különféle információkat "ad". 
| Hónap és év      | Név        | Az állat (ok)        |
| 2020. január     | Jégkunyhó  | pingvinek            |
| 2020. február    | Gyógyfürdő | majmok / orangutánok |
| 2020. március    | Dzsungel   | papagájok            |
| 2020. április    | Sivatag    | Sivatagiróka         |
| 2020. május      | Levendula  | Láma                 |
| 2020. június     | Brokkoli   | róka                 |
| 2020. július     | Strand     | teknősbéka           |
| 2020. augusztus  | Zöld tea   | pandamackó           |
| 2020. szeptember | Paradicsom | szurikáta            |
| 2020. október    | Holdfény   | bagoly               |
| 2020. november   | Avokádó    | koala                |
| 2020. december   | Hó         | jegesmedve           |

Az elkövetkező években a globális kihívások ugyanolyan sorrendben zajlanak, mint 2020-ban.

## Fordítás
Ez a szócikk részben vagy egészben  a   Samsung Health című angol Wikipédia-szócikk ezen változatának fordításán alapul.  Az eredeti cikk szerkesztőit annak laptörténete sorolja fel. Ez a jelzés csupán a megfogalmazás eredetét és a szerzői jogokat jelzi, nem szolgál a cikkben szereplő információk forrásmegjelöléseként.